# Juan Domingo bij Mahuma
Juan Domingo bij Mahuma – osada (buurt) w dzielnicy Mahuma, miasta Willemstad, w dystrykcie Willemstad, w kraju autonomicznym Curaçao, należącym do Holandii, w Ameryce Południowej. 20 października 2023 r. liczyła 868 mieszkańców.  